# Küßnach
Küßnach oder Küssnach ist ein Ortsteil der baden-württembergischen Gemeinde Küssaberg im Klettgau im Landkreis Waldshut. Das Wappen weist auf die ehemalige Bedeutung des Weinbaus hin. Der Ortsteil hatte 2022 137 Einwohner.

## Geographie und Gliederung
Küßnach liegt unterhalb der Küssaburg im Tal des hier noch Schlauchenbächle genannten Hinterbachs, der einst Küßach hieß. Zu Küßnach gehören der Alkenhof, der Hauackerhof, Markhof, Rohrhof und Stüdlehof mit einer Gemarkungsfläche von insgesamt 514 ha. Der Ort gehört heute zur Gemeinde Küssaberg, zählte jedoch jahrhundertelang zur ‚Urpfarrei‘ Hohentengen. Küßnach war historisch eng mit der Küssaburg verbunden. Ein Steig führt vom Dorf auf die Anhöhe mit der Burg.
Küßnach ist über einen Abzweig von der Landesstraße L 161 zwischen Bechtersbohl und Dangstetten zu erreichen.
(Siehe auch: Touristische Kurzbeschreibung)

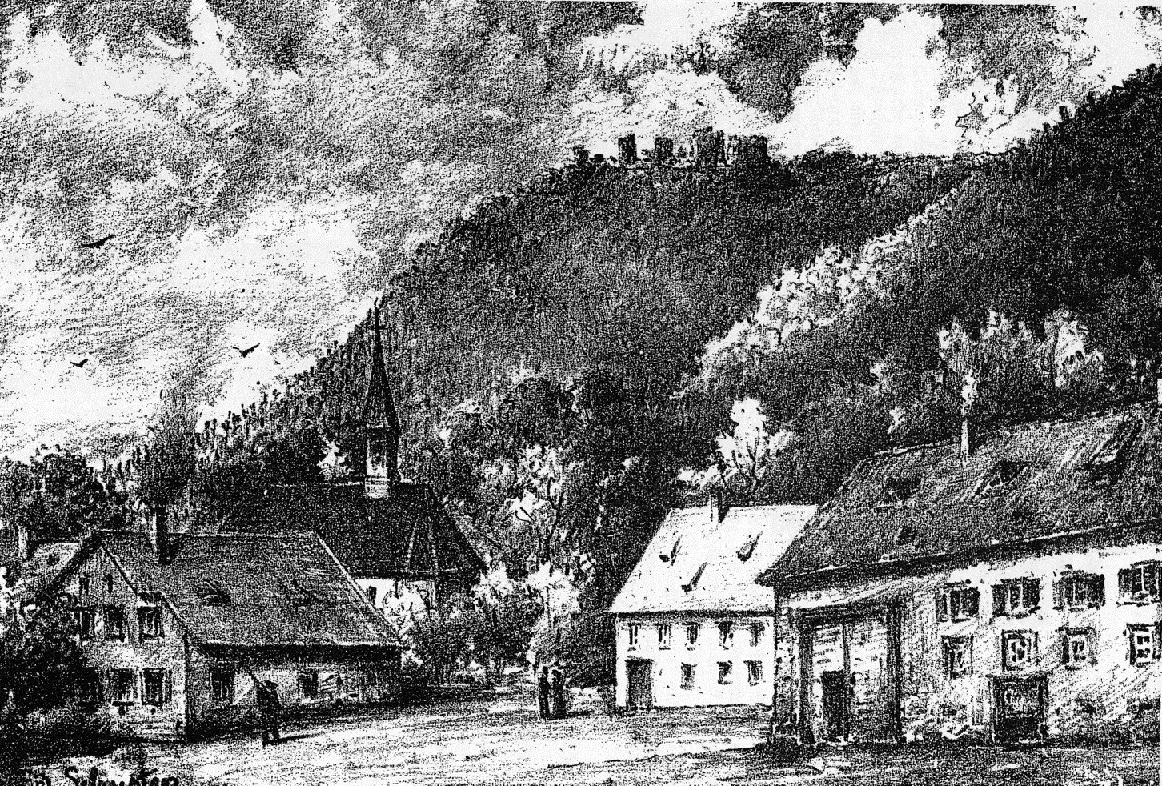
Die Burg vom Dorf Küßnach aus, 1908

## Namensbildung
Die Namen von Burg und Dorf sind „Komposita“ (zusammengesetzte Namen): Als Grundwort Küßnach – „mit -bach oder -ach/-a als zweite Komponente weist im Ursprung in die Völkerwanderungszeit oder noch früher. [...] Es wäre nicht sinnlos, dort mit keltischen Namen zu operieren.“
Mit -ach als Endung (für ‚fließendes Gewässer‘) kommt es auf das Bezugswort an, das meist auf einen Familiennamen oder eine Person weist: Hier gelten Bezüge auf den Personennamen Kusso, im Genetiv Kussin. Germanisch: Kussinaha.
Erweitert um das Grundwort -berg ein dreigliedriges Kompositum: Kussin-ach-berg. Vereinfacht, indem das mittlere Glied schwindet: Kussinberg (vergleiche 1168 Chussenberc). 1216 Chussachperg und 1239 Kussaberg.
Eine zweite Version leitet vom Personennamen ‚Cossinius‘ ab:
- Heimatforschung Emil Müller-Ettikon: „Auf dem Küssenberg saß ein Kelte, der sich Cossinius nannte, ein Geschlechtername, der mehrfach bezeugt ist. Er gab auch dem Dorfe Küßnach den Namen. Die -ach kommt hier nicht von dem germanischen aha = ach, was fließendes Gewässer bedeutet […], sondern ist das keltische Suffix -akos, lateinisch akum, das den Besitz, die Zugehörigkeit zu einer Person ausdrückt.“[5]

- Jürgen Trumm (Archäologe), 2002: Bei den Ortsnamen nördlich des Hochrheins wird eine mögliche vordeutsche Herkunft vonseiten der Sprachwissenschaft lediglich für Gurtweil (curtis villa mit Bezug auf die römische Siedlungsstelle Schlößlebuck), Rafz und Küßnach gegenüber Zurzach diskutiert. Im letzteren Falle vermutet B. Boesch – wie bei Küßnacht am Zürichsee bzw. Küßnacht am Vierwaldstättersee – eine gallorömische Ortsbezeichnung mit der möglichen Ableitung von fundus Cossiniacus [Hof des Cossinius].[Anm 1]

## Weinbau
Im 9. Jahrhundert (892) wird der Weinbau zu Küßnach und Bechtersbohl erwähnt:

„Die trinkfesten Herren auf der Küssaburg legten Wert auf einen guten Schloßbergwein und tranken keinen ‚gearzneten‘ Wein, sondern einen Wein, wie der liebe Gott ihn wachsen ließ“

Bezeugt ist der Weinbau auch wieder in einer Urkunde zu einer Schenkung an das Kloster Rheinau: „Johannes in dem Bach, Kaplan zu Tiengen, vergabte 1341 […] einen Weingarten bei Küßnach.“
„Das Kloster Berau bezog 1711 an Zehntwein 20 Saum, 1 Eimer und 7 Maß. Der Saum Wein galt zu jener Zeit 5 Gulden 15 Kreuzer. Nach einer handgeschriebenen Chronik wuchs um den Küssenberg ein recht guter Tropfen.“ Die Reben im „Herrenwingert“ gehörten seit alters her zum Schloßgut, später zur bläsmischen [zum Kloster St. Blasien (Schwarzwald) gehörenden] Propstei Berau.
„Der Herrenwingert grenzte 1800 an Philipp Württemberger, des Müllers Sohn, an Xaver Ruch Witwe, Johann Hauser und Xaver Brem, Schneider.“
Die Maßordnung für Wein wurde 1829 im Großherzogtum Baden neu festgelegt: Fuder = 1500 Liter, Ohm = 150 Liter, Stütze = 15 Liter, Maß = 1,5 Liter. 1844 besaß Küssnach mit 73 Jauchert die viertgrößte Rebanbaufläche im Amtsbezirk Waldshut (nach Waldshut mit 155, Dogern 91 und Dangstetten mit 76 Jauchert). 1 Jauchert entspricht ca. 0,3 ha. In der Liste der Weinerträge wird Küßnach in diesem Zeitraum bei ca. 70.000 Litern gelegen haben. „Der Wein aus Homburg erzielte mit 21 Gulden (per Ohm) einen Spitzenwert vor Bechtersbohl, Küßnach und Wutöschingen mit je 17 Gulden.“ 1870 hatte Küssnach noch eine Rebfläche von über 18 Hektar.

## Geschichte
Da in Küßnach noch nie archäologische Untersuchungen stattfanden, sind keine frühgeschichtlichen oder auch römischen Befunde bekannt.
Lediglich die Namensgebung lässt eine Besiedlung bereits in keltischer Zeit vermuten.

### Frühzeit
Der Hof des Chusso oder Cossinius hinten im Tal hatte raschen Zugang zum Berg und dort boten Wallanlagen mit Palisaden den Bewohnern Schutz. Die heutige Talstraße gab es damals noch nicht, denn der Bach war noch ein starkes Gewässer und in der Senke vor Dangstetten stand ein See. Die alten Wege von Küßnach führten nördlich des Tals zum Pass beim heutigen Bechtersbohl bzw. südlich am heutigen Dorf Dangstetten vorbei in Richtung Rheinheim zum römischen Legionslager und der alten Heeresstraße über den Hochrhein. Im Januar 2018 wurde in der Nähe der Ortschaft eine Münze mit einem Abbild des Kaisers Tiberius gefunden, die nach ersten Feststellungen 22 n. Chr. in Lugdunum (Lyon) geprägt wurde.

Burgberg vor der Klettgauebene, 1958

### Mittelalter
„Erstmals wird Küßnach [als Chüssach] in den Urkunden des Klosters Rheinau im Jahre 876 genannt. Damals schenkte Gaugraf Gotsbert den Ort mit allen Rechten an das Kloster. Im 12. Jahrhundert gehörte Küßnach zur Herrschaft Küssaburg. Während der nachfolgenden bischöflichen Herrschaft war Küßnach mit den Dorfschaften Dangstetten, Reckingen, Rheinheim und später Bechtersbohl unter der Bezeichnung ‚Küssenberg Schloß und Tal‘ zusammengefaßt. So kam das Dorf 1497 an Graf Rudolf und Wolf Hermann von Sulz.“

### Neuzeit
1633 wütete die Pest. Während der Zerstörung der Küssaburg traf es auch die Ortschaft: „Am 8. März [1634] wurde Küßnach ausgeraubt.“ Die Darstellung lässt offen, ob es sich um Schweden oder die abziehende kaiserliche Burgbesatzung gehandelt hat.
Zwischen 1630 und 1750 erlebte der Bohnerzabbau im Klettgau seine größte Blüte. […] Das beste und meiste Bohnerz vom gesamten Vorkommen im Klettgau lieferte der sogenannte „Erzkessel“ von Küßnach.

### Historische Einwohnerschaft
„In einer Zinsaufstellung von Oberlauchringen erscheinen zwischen 1666 und 1670 die Geschlechter Würtenberger, Wagemann, Sutter, Trüllinger, Burkhardt, Schäuble, Meyenhofer, darunter Mathis Wagemann, der Wilde genannt.“

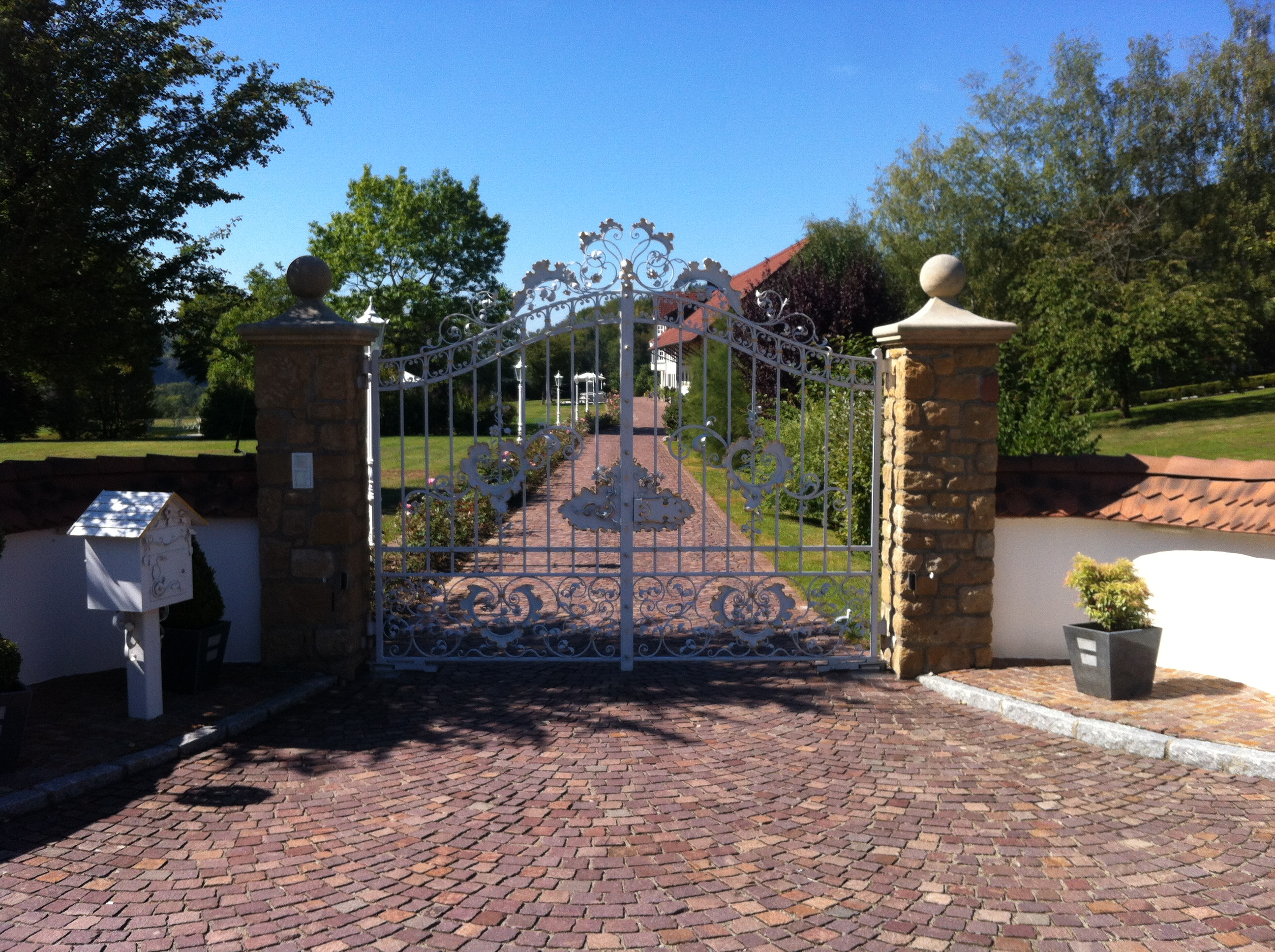
Der Alkenhof 2018

Der Alkenhof hieß „früher Halkheimer Hof“ und war „bis in das 16. Jahrhundert eigene Gemarkung mit Zwing und Bann und Herrengut, das an Hofmayer verliehen wurde, (dann Gemarkung Küßnach).“
- 1444 Bilgeri von Heudorf Inhaber der Vogtei ‚Halkhen‘, seit 1435 Vogt des Konstanzer Bischofs auf der Küssaburg, verkauft diese an den Waldshuter Bürger Hans Gujahr, Junker (zum Geschlecht derer von Ofteringen gehörend).
- 1504 war Hans Hartmann Meier auf dem Alkenhof.
- 1505 verkaufte Hans Ulrich Gutjahr, Schultheiß zu Waldshut, den Alkenhof an Heine Trüllinger und Theißmann Würtenberger von Küßnach.
- 1575 werden Ulrich und Klaus Wagemann und Martin Theißmann als Hofmeier erwähnt.
- Um 1800 die Würtenberger (Anton und Xaver Würtenberger) als Bauern auf dem Alkenhof erwähnt.
- 1898 wurde der Alkenhof vom Landwirtschaftlichen Kreisverband Waldshut erkauft, an die Zuchtgenossenschaft Waldshut verpachtet und 1899 die Weide eröffnet (damals Hofbesitzer Karl Gantert von Horheim, vor ihm ein Lienemann); zur Sommerviehweide 1914 Fohlenweide.
- 1913 an das Geschlecht Amann von Birkingen, das 1938 das Hofgut von der Bad. Landessiedlung Karlsruhe erkaufte. Damals noch 47 Hektar.[13]
- Gegenwärtig im Besitz von Werner Röck.

### 20. Jahrhundert
1909 und 1956 bewirkte das Schlauchenbächle „schwere Hochwasserschäden.“

Im Weltkrieg 1914–18 fielen 7 Küßnacher. Der Weltkrieg 1939–45 forderte 7 Gefallene und 6 Vermisste.

1955 wurde die neue Küßnacher Schule fertiggestellt.
Am 1. Januar 1973 wurde Küßnach in die neue Gemeinde Küssaberg eingegliedert.

### Gegenwart
Heute gibt es in der vorwiegenden Wohngemeinde noch Landwirtschaft, einen Pferdehof und die überorts bekannte, traditionelle Gaststätte Küssaberg. Ein vorindustrielles Denkmal der Bergbaugeschichte ist der Erzkessel von Küßnach. Saisonal gibt es Führungen zur Orchideenwiese.

## Religion

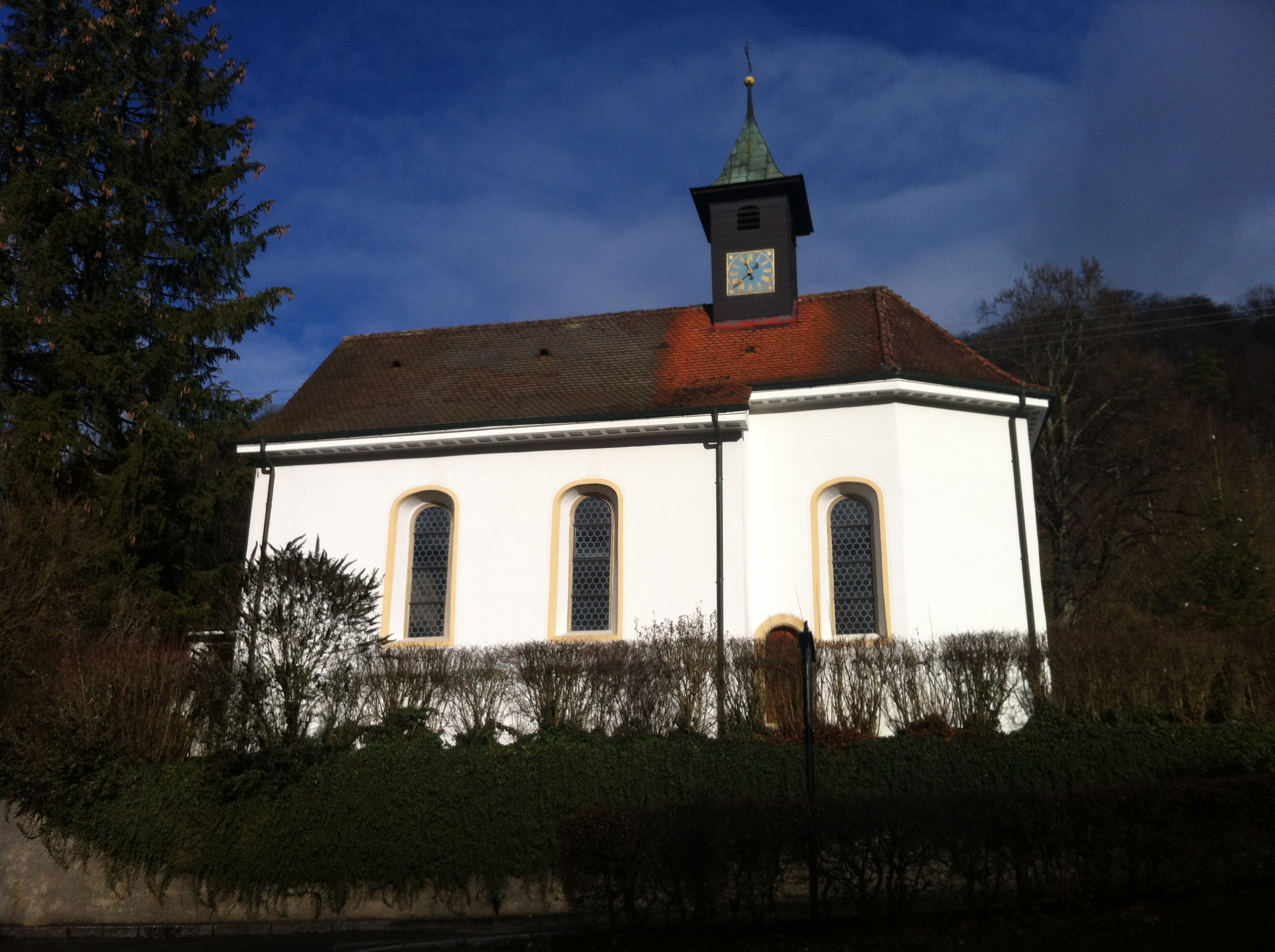
Die St.-Antonius-Kapelle in Küßnach

Die „Urkirche“ von Hohentengen, deren Fundamente nach dem Kirchenbrand von 1954 gefunden wurden, reicht in die Zeit der Karolinger, sicher schon ins 9. Jahrhundert zurück. Zur „Urpfarrei Thengen“ gehörten „mindestens 16 Gemeinden links und rechts des Rheines“, darunter auch „Küssnach einschließlich des Küssenberges.“ Bis auf die vier umliegenden Dörfer von Hohentengen „schieden im Lauf der Zeit alle andern Gemeinden aus der Pfarrei aus, zuletzt Küssnach 1966.“ Nach Herbert Fuchs sen. war der Grund dafür die „Staatliche Schulreform 1965.“ Bis 1927 wurden auch die Verstorbenen in Küßnach in Hohentengen beigesetzt.
„Die dem St. Antonius (Gedenktag 13. Juni) geweihte Kapelle wurde 1954 renoviert. Sie trägt über dem Eingang das Wappen der Grafen von Sulz-Brandis. Die Jahreszahl 1687 erinnert an den Tod des letzten Landgrafen Johann Ludwig von Sulz.“

## Der Erzkessel

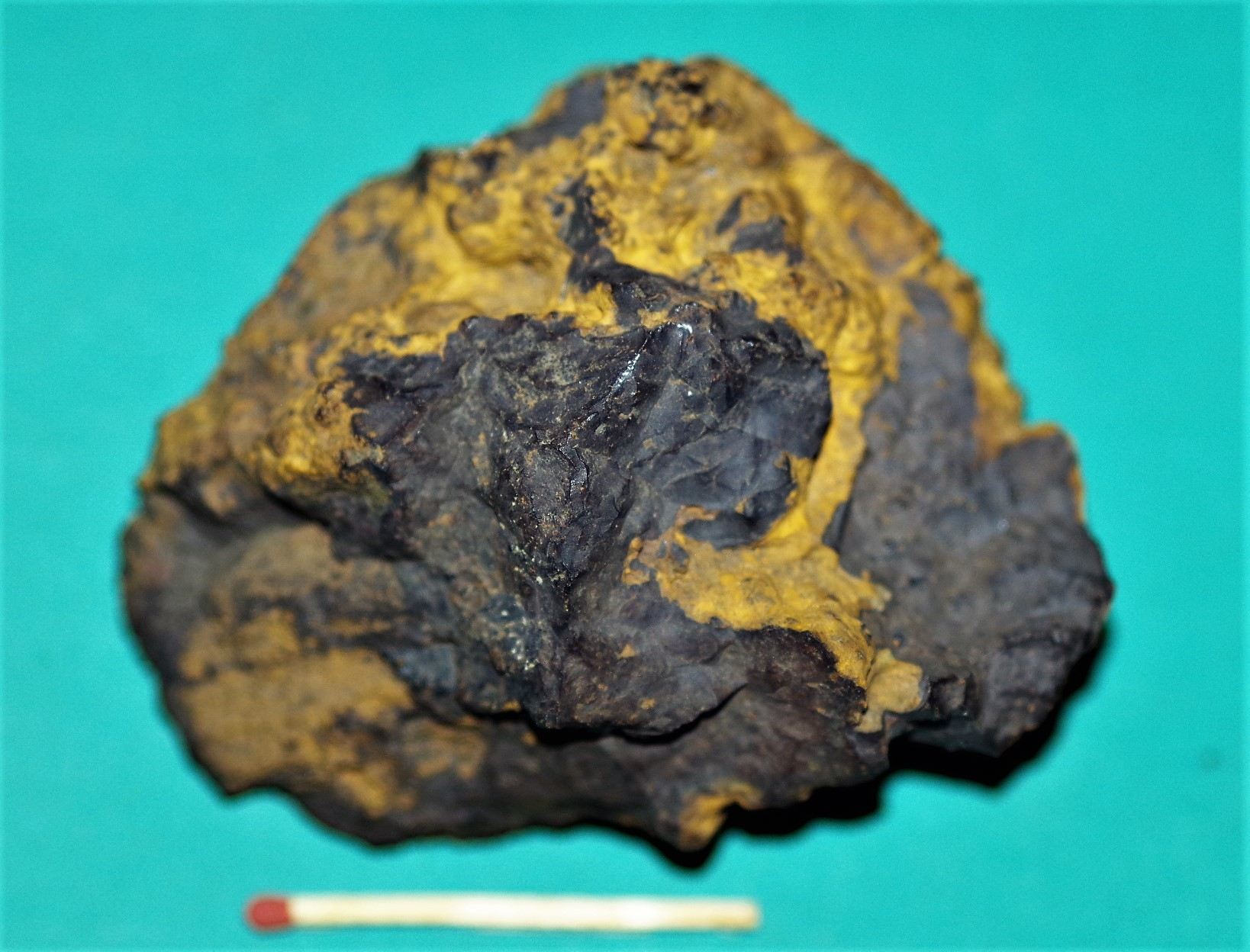
Brauneisenerzknolle / Limonit, aus dem Callovium; Erzkessel Küßnach, Klettgau

Das Schürfen nach Bohnerz reicht wahrscheinlich „in die frühgeschichtliche Zeit der Kelten zurück.“ Urkundlich erwähnt ist erstmals 1586 die Aufgabe einer Eisenschmelze des Grafen von Sulz wegen Holzmangels bei Jestetten.

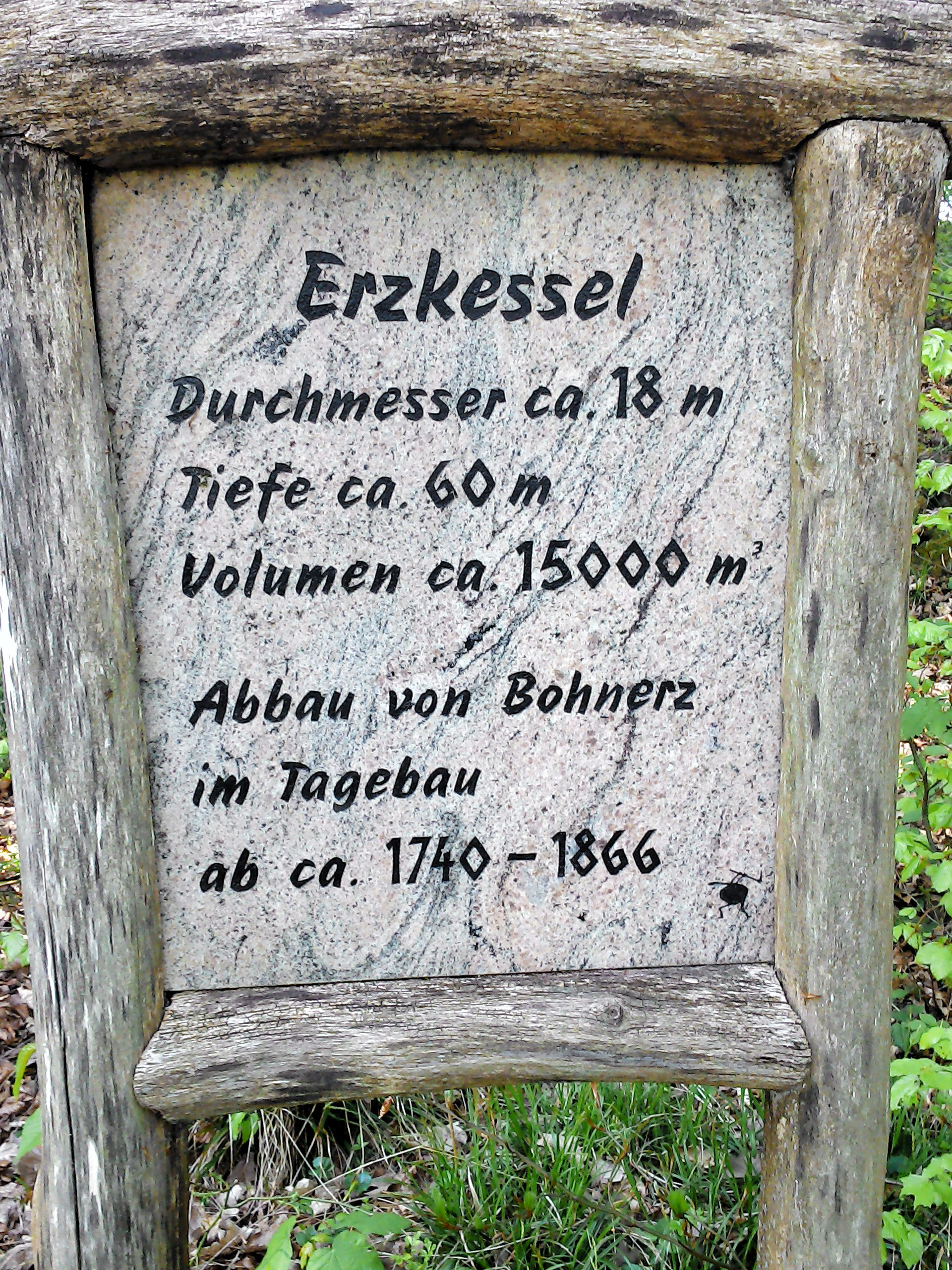
Infotafel am Zugang oberhalb des Kesseltrichters

### Hintergrund
„Das beste und meiste Bohnerz vom gesamten Vorkommen im Klettgau lieferte der sogenannte Erzkessel von Küßnach. Das Küßnacher Erz muss einmal so vorzüglich gewesen sein, dass es bei Verhüttung unter die Eisenerze anderer Lagerstätten beigemischt wurde, um damit deren Qualität zu verbessern.“

1701 begannen die Sulzer Landesherren eine regelmäßige Belieferung vom Erzkessel an die Eisenschmelze von Albbruck. Das geförderte Bohnerz wurde zum Erzplatz bei Rheinheim gekarrt, dort gewaschen und von hier „meist durch die Schaffhauser Schifferzunft (Fischerzunft)‚ bequem auf dem Rücken des Rheins nach Albbruck verführt.“ Gefährlich war nur der Ettikoner Lauffen – dort fuhr am 17. Mai 1742 ein Waidling mit Erz an einen Felsen, versank und der Schiffsmann aus Kadelburg ertrank.

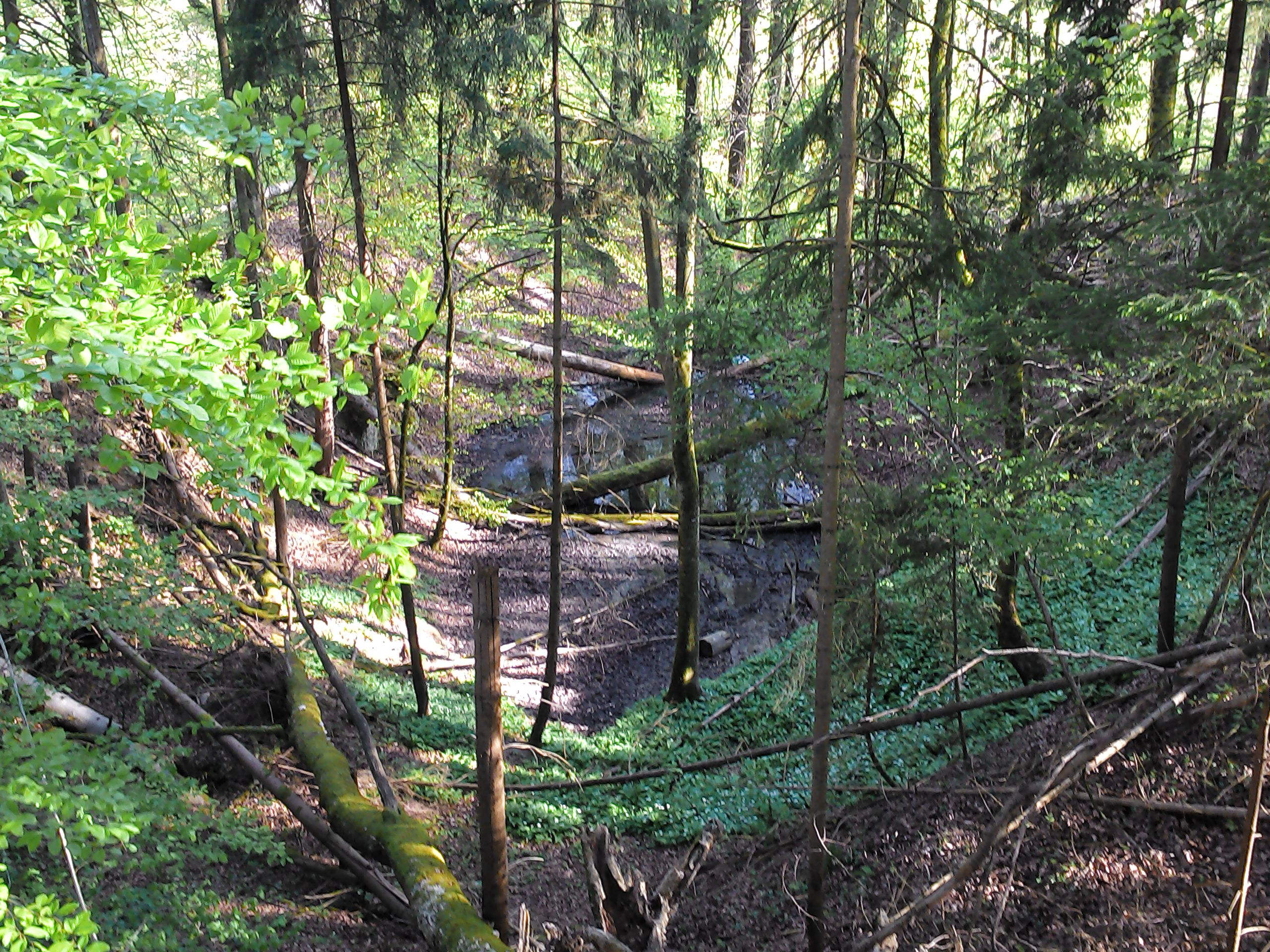
Blick auf den Trichter

### Erzgewinnung
Der Kessel besitzt eine Tiefe von etwa 60 Metern und eine Weite von 18 Metern.

„Der Erzkessel im Schlauchbachtal bei Küßnach liegt in einem trichterförmigen Abhang. So lief bei starkem Regenwetter die Erzgrube schnell mit Wasser voll. Bald war der Abzuggraben aus dem Schacht derart groß, dass ein weiteres Absenken völlig unmöglich wurde. […] Ende des 18. Jahrhunderts kam man auf die Idee, von der Talsohle aus einen Entwässerungsstollen durch das harte Juragestein in den Erzkessel zu treiben, um von unten das Erz abzubauen.“

Es wurde ein Schacht (der sogenannte obere Stollen) in den Berg getrieben, der jedoch östlich „völlig neben dem Kessel und viel zu weit in den Berg hinein“ führte. Als dieser „Irrgang“ bemerkt wurde, schlug man nach zwei Dritteln dieser Strecke einen „Querschlag nach links von hinten in den Erzkessel. […] Jetzt Konnten endlich die reichen Erzvorkommen durch den Zufahrtsstollen entwässert werden und Küßnach blieb der wichtigste Zulieferer für das Eisenwerk in Albbruck.“

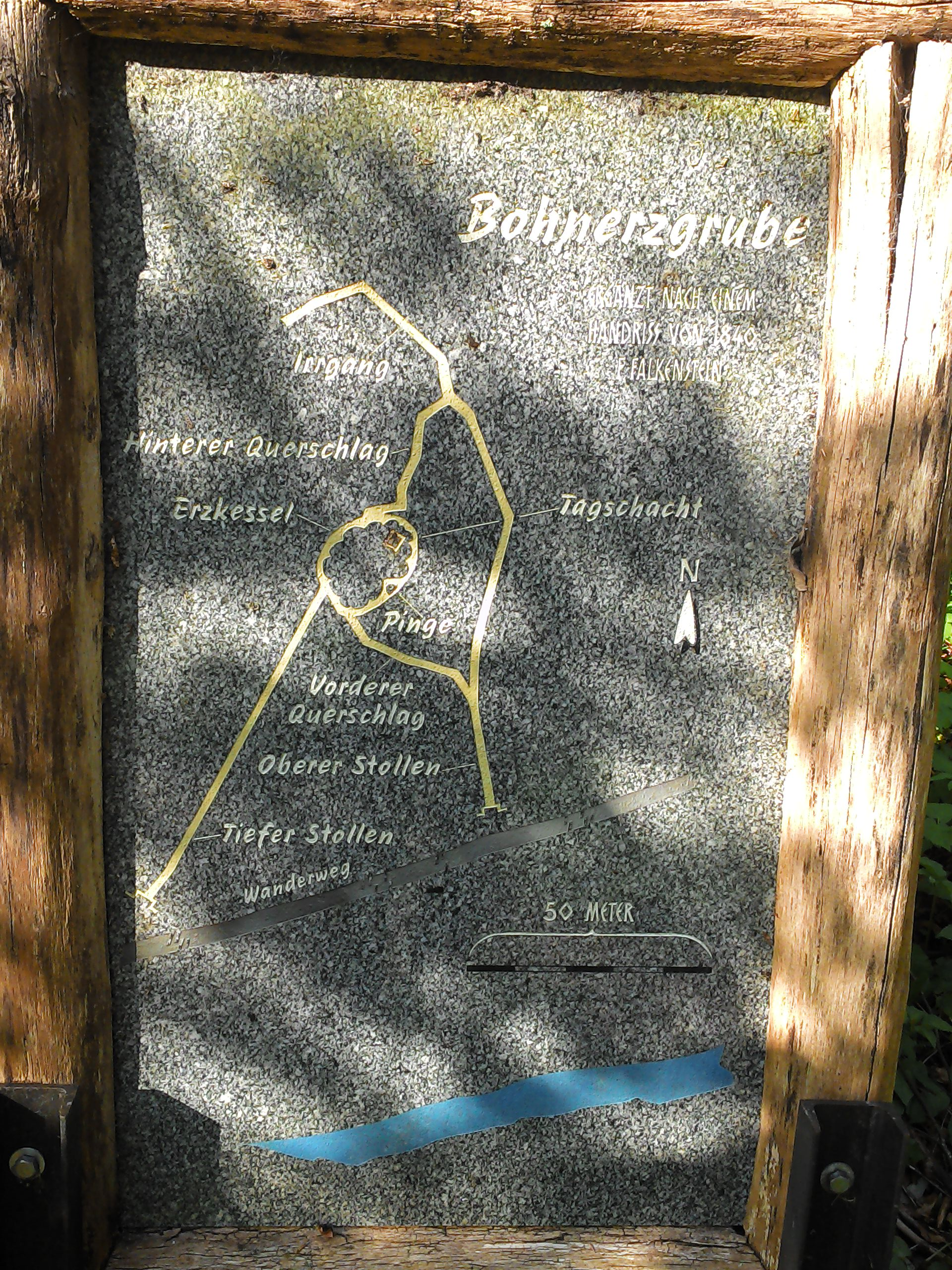
Übersicht zu Kessel und Stollen

Allerdings beschwerte sich 1791 der Küßnacher Müller, „dass durch die Abbautätigkeit der Schlauchbach ganz verschlammt werde und den Betrieb seiner Mühle fast unmöglich mache. Bald darauf muss der von hinten angefahrene Erzkessel eingestürzt sein, was eine weitere Ausbeute unmöglich machte.“

### Zweite Abbauphase
Nach der Auflösung der Grafschaften und der Gründung Badens 1806 unternahm die neue Regierung Anstrengungen, um Bodenschätze systematisch zu erschließen und damit Steuern einzunehmen. „In Tiengen wurde dazu eine Erzinspektion Klettgau eingerichtet, die der staatlichen Hüttenverwaltung in Albbruck unterstand.“ An interessierte Bürger wurden Schürfscheine vergeben.

„Auch die Gebrüder Friedrich und Johann Baptist Trötschler […] beantragten 1839 einen Schürfschein, damit sie in der Gemarkung Küßnach nach Eisenerz graben durften. […] Trötschler ließ einen neuen Querschlag von demselben Stollen aus in die vordere Seite des Erzkessels herausbrechen. Wie sich aber zeigte, war die Erzlagerstätte bis auf diese Höhe fast abgebaut. [… Er] begann daher einen neuen, noch tieferen Stollen von der Talsohle her in den Berg [zu] treiben.“

1840 war jedoch die staatliche Eisenhütte schon auf der Suche nach Erzreserven und stellte fest, „dass die zerfallenen Bauten im Erzkessel bei Küßnach bereits durch den Konkurrenten Trötschler aus Tiefenstein besetzt waren.“ Bei der Großh. Bad. Hochlöblichen Direction der Forst Domaine und Bergwerke in Karlsruhe wurde entschieden, dass „‚ein Schürfschein keineswegs Recht zum Gewinnen, sondern nur zum Suchen nach unbekannten Lagerstätten erlaubt.‘ Trötschler, der den unteren Stollen inzwischen rund acht Meter aufgefahren hatte, mußte ohne Entschädigung das Feld räumen.“ Der bereits begonnene „tiefe Stollen“ wurde ab 1841 nun von der Badischen Hüttenverwaltung auf eine Gesamtlänge von etwa 76 Meter in den Erzkessel getrieben.

„Doch mit der Eröffnung der Eisenbahn von Basel nach Waldshut (1856) kam billiges Eisen aus dem Rheinland an den Hochrhein. Damit begann der Niedergang des Hüttenwerkes in Albbruck (1866), somit auch für den Erzkessel bei Küßnach, Die Ausbeute bis dahin erbrachte ein Volumen von über 15 000 Kubikmeter Rohmaterial.“

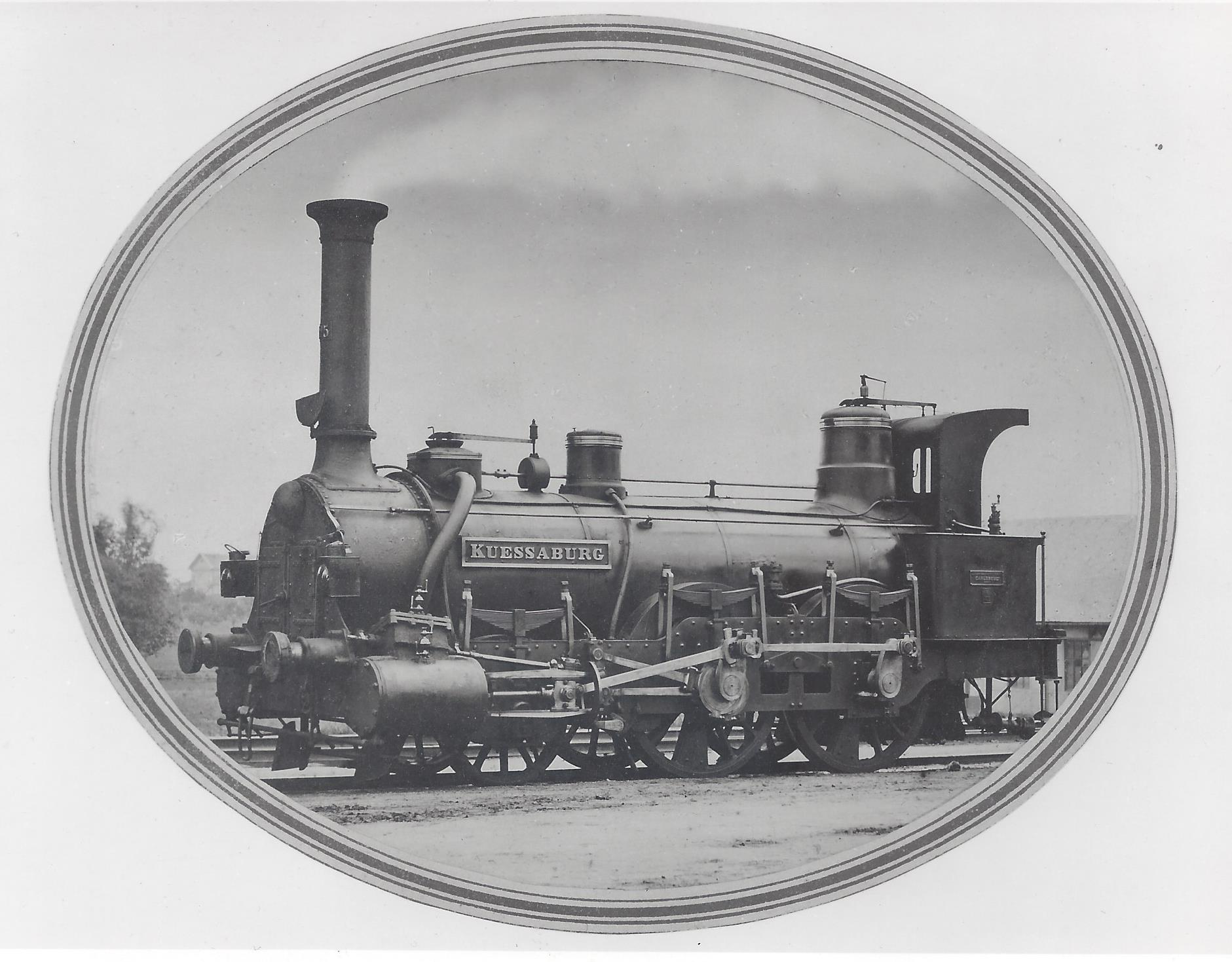
Dampflokomotive Küssaburg (1856)

Nach dem Ersten Weltkrieg „erlebte der Bohnerzbergbau im Klettgau (ab Mai 1918) sein letztes kurzfristiges Aufleben.“ Die Untersuchungen wurden am 19. Februar 1922 wieder eingestellt, „weil die Lagerungsverhältnisse keinen rentablen Abbau zuließen.“

### Qualität des Erzes
Der Geologe Franz Joseph Würtenberger aus Dettighofen schrieb 1870 einen Aufsatz in einer Fachzeitschrift über das Vorkommen von Küßnach:

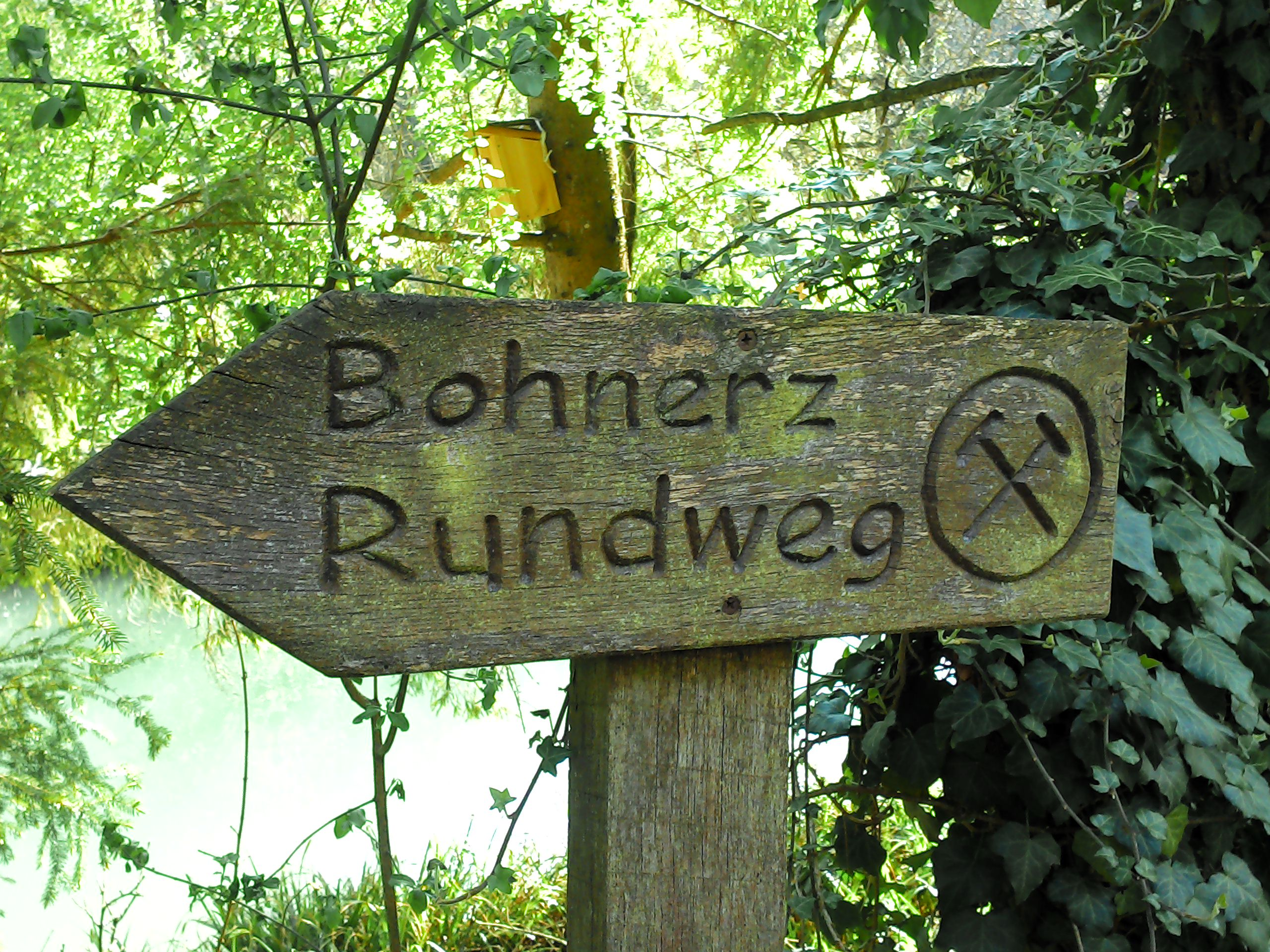
Ausschilderung der Naturschutzgruppe Küssaberg

Dieser Kessel ...

„... war ausgefüllt mit runden Erzkugeln von mindestens Faust- bis Kopfgröße […] Diese Erze bestehen aus einer feinen, dichten, homogenen, schwarzblauen Masse ohne schalige Structur und zerfallen unter dem Hammer unter muscheligem Bruche zu schneidend scharfen Stücken. […] Durch grössere Bohnen, vielmehr Kugeln, ein grösseres specifisches Gewicht, mehr Eisengehalt (über 50%), andere Structur, tieferes Lager zeichnen sich diese Erze vor den gewöhnlichen Bohnerzen der Gegend aus.“

### Der Erzkessel heute
„Am 21. September 2002 eröffnete die Küssaberger Naturschutzgruppe einen rund drei Kilometer langen Wanderweg, den ‚Erzgrubenweg‘.“ Er führt als Rundwanderweg vom Mühleweier am östlichen Ortsausgang (begehbar in beide Richtungen) zur Anhöhe durch geschützte Blumenwiesen (Orchideenwiese Küßnach) und durch das Schlauchbachtal. In beiden Bereichen sind Informationstafeln anzutreffen. Es gibt einen Zugang von oben zum Erzkessel und an den vergitterten Eingängen zum oberen Stollen und dem tiefen Stollen vorbei.
Nach Falkenstein ist „der vordere Teil des oberen Erzstollen […] heute noch gut zugänglich“, beim Abzweig zum vorderen Querschlag sei er „bis auf ein kleines Schlupfloch verschüttet.“ (2002). Der tiefe Stollen ist durch einen alten Erdabrutsch „vom abfließenden Wasser völlig verschlammt.“

## Höfe
Auf dem Bergrücken vor der Küssaburg als auch vom Dorf aus östlich über den Pass des Hungerberges am Hang gegen Bergöschingen zu, liegen zahlreiche Höfe auf der Gemarkung Küßnach:
Alkenhof

Gewann auch: Alkheimer Holz – früher auch: Heilichain (1308), Halkamer Hof (1576), Halker Wiesen (1804):
„Der Name geht auf das altdeutsche Wort alah zurück, das Heiligtum bedeutet. In der Schreibweise aus dem Jahre 1308 erkennen wir eine Übersetzung in neueres Deutsch: Heiliger Hain. Also war am Alkenhof unzweifelhaft eine späte heidnische Kultstätte.“

## Ortspartnerschaft
Lange bevor Gemeindepartnerschaften eingerichtet wurden, war Küßnach bereits eine Ortspartnerschaft eingegangen:

„Seit 54 Jahren ist der Küssaberger Ortsteil Küssnach mit Küssnacht am Rigi befreundet. Im kleinsten Ortsteil der Gemeinde Küssaberg kam es [Ende Mai 2018] zu einem besonderen Treffen: Paul Bürk (84), der zu Zeiten, als Küssnach noch eine selbstständige Gemeinde war, als Ratsschreiber fungierte, erhielt Besuch von Ruedi Steinegger (88) aus Küssnacht am Rigi. […] Die beiden Senioren waren 1963 aktiv an der Gründung der Partnerschaft beider Orte beteiligt und sind die letzten lebenden Zeitzeugen der damals entstandenen Freundschaft.“

Heute gehen die Freundschaften über die Grenzen von Küssnach hinaus. Es gibt gegenseitige Vereinsbesuche und Abordnungen zu besonderen Veranstaltungen mit der ganzen Gemeinde Küssaberg.

## Personen
Aus einem Küßnacher Geschlecht stammend kam Karl Friedrich Würtenberger als Sohn des Xaver Würtenberger und seiner Frau Magdalena geb. Klein am 12. Dezember 1838 in Zürich zur Welt. Nach seiner Ausbildung als Bankkaufmann arbeitete er in verschiedenen europäischen Ländern und ließ sich mit seiner Frau Anna in St. Petersburg nieder. Er wurde Ehrenmitglied der russischen Akademie und Ehrenbürger von St. Petersburg. Dort schrieb und veröffentlichte er auch das Versepos Elsbeth von Küssaberg. 1900 musste er „aufgrund der politischen Auseinandersetzungen im zusammenbrechenden zaristischen System“ Russland verlassen.
Er ließ sich in Küßnach nieder und verstarb dort am 3. Juli 1911. Sein Sohn Karl August Würtenberger (1868–1957) mit Frau Daisy hielt das Andenken an den Vater aufrecht – 1962 wurde Karl Friedrich Würtenberger und anderen Künstlern der Umgebung zu Ehren im Gasthof Küssaberg eine „Heimatstube“ mit Gemälden, Fotografien und Dokumenten eingerichtet.
„Als Heimatschriftsteller hat Karl Friedrich Würtenberger der Gemeinde Küßnach eine Reihe wertvoller Arbeiten gewidmet.“
Lebenslauf und Liste seiner Werke – siehe: Karl Friedrich Würtenberger. Zur Familie Würtenberger